# Hiša republike, Baškortostan
Hiša Republike (Republiška hiša) (baškirsko Республика Йорто) je sedež Vlade Republike Baškortostan, ustavnega sodišča Republike Baškortostan in vodje Baškortostana. Nahaja se v Ufi, ki je glavno mesto te republike. Republiška hiša se nahaja v ulici Tukaeva 46. Zgrajena je bila leta 1979. Ima pet nadstropij, stene so zidane iz opeke. Hiša je pravokotne oblike, meri 105 metrov v dolžino in 95 metrov v širino. V stavbi sta tudi ministrstvo za finance in ministrstvo za gospodarski razvoj.